# Багатошарові фанерні труби
Багатошарові фанерні труби відповідають умовам транспортування абразивних гідросумішей. Найбільш доцільним є застосування таких труб діаметром 300—600 мм. Невелика вага фанерних труб зумовлює доцільність їх застосування при прокладанні трубопроводів в умовах складного рельєфу (гірський, болотний, дуже перетята місцевість). Крім того, їх застосовують для випусків з розподільчих трубопроводів, особливо при слабкій водовіддачі намитих хвостів, коли суттєво утруднене переміщення трубоукладальників по намиву.
Досвід експлуатації таких труб на гірничозбагачувальних комбінатах свідчить про те, що при невеликих швидкостях руху гідросуміші та двократному повертанні строк служби становить 5—6 років. Укладання фанерних труб не потребує застосування дорогих опорних конструкцій. Труби задовільно працюють у суворих кліматичних умовах північних регіонів.